# Tristyla alboplagiata
Tristyla alboplagiata är en fjärilsart som beskrevs av Smith 1893. Tristyla alboplagiata ingår i släktet Tristyla och familjen nattflyn. Inga underarter finns listade i Catalogue of Life.